# Bosquerola caravermella
La bosquerola caravermella (Cardellina rubrifrons) és una espècie d'ocell de la família dels parúlids (Parulidae).

## Descripció
- Petit moixó amb uns 14 cm de llarg.
- Color general gris clar a la part superior i blanc a l'abdomen. Cara, front, gola i pit de color vermell. Capell i costats del cap negres. Clatell blanc.

## Hàbitat i distribució
Habita els boscos subtropicals, criant a les muntanyes del centre d'Arizona, centre de Nou Mèxic i oest de Chihuahua i de Durango. Les poblacions més septentrionals passen l'hivern més cap al sud, arribant fins a l'oest d'Hondures